# 早川尚男
早川 尚男（はやかわ ひさお、1962年2月1日 - ）は、日本の物理学者、京都大学基礎物理学研究所所長・教授。専門は統計力学、非線形物理学。

## 人物
愛知県名古屋市出身。父親は同じ物理学者で名古屋大学学長を務めた早川幸男。

## 略歴
- 1980年 名古屋市立菊里高等学校卒業
- 1986年 京都大学理学部物理学科卒業、神戸大学大学院理学研究科修士課程進学
- 1991年 九州大学大学院理学研究科博士後期課程修了（理学博士）
- 1991年 東北大学理学部助手
- 1996年 京都大学大学院人間・環境学研究科助教授
- 2003年 京都大学大学院理学研究科助教授
- 2006年 京都大学基礎物理学研究所教授
- 2025年  京都大学基礎物理学研究所所長[1]
- 第24期日本学術会議連携会員[2]

## 主な著作
- 岩波講座 物理の世界 物理と数理(4) 散逸粒子系の力学（岩波書店）
- 『臨時別冊数理科学 SGCライブラリ 54 「非平衡統計力学」 2007年 03月号』サイエンス社、2007年。